# Europa FC (vrouwenvoetbal)
Europa FC is een professionele Gibraltarese voetbal- en sportclub voor vrouwen, opgericht in 2013. Het eerste team speelt in de Gibraltar National League. Net als elke club op het schiereiland speelt ook Europa FC in het Victoriastadion. 